# Lijst van personen overleden in januari 2012
Dit is een lijst van bekende personen die zijn overleden in januari 2012.

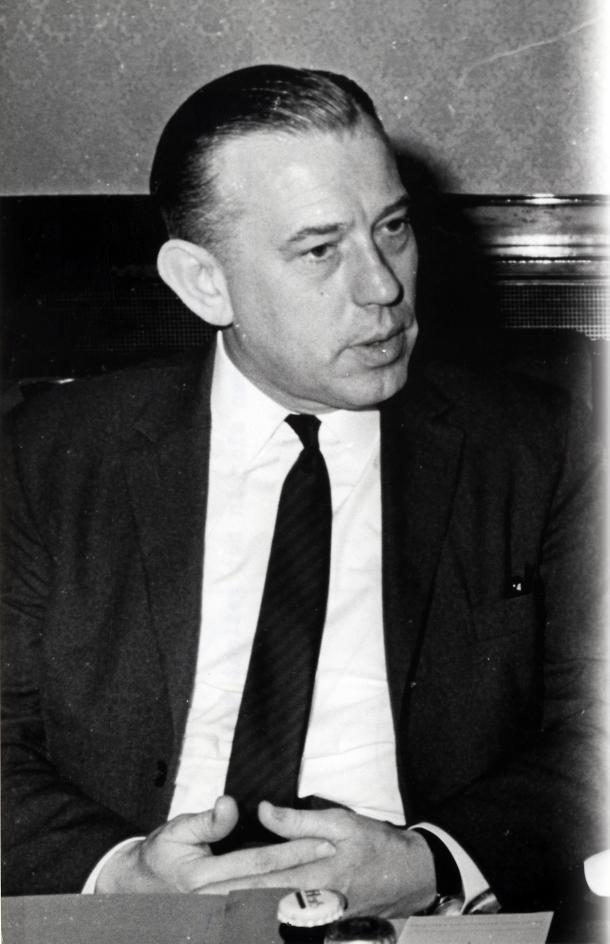
Jan Baas
1 januari

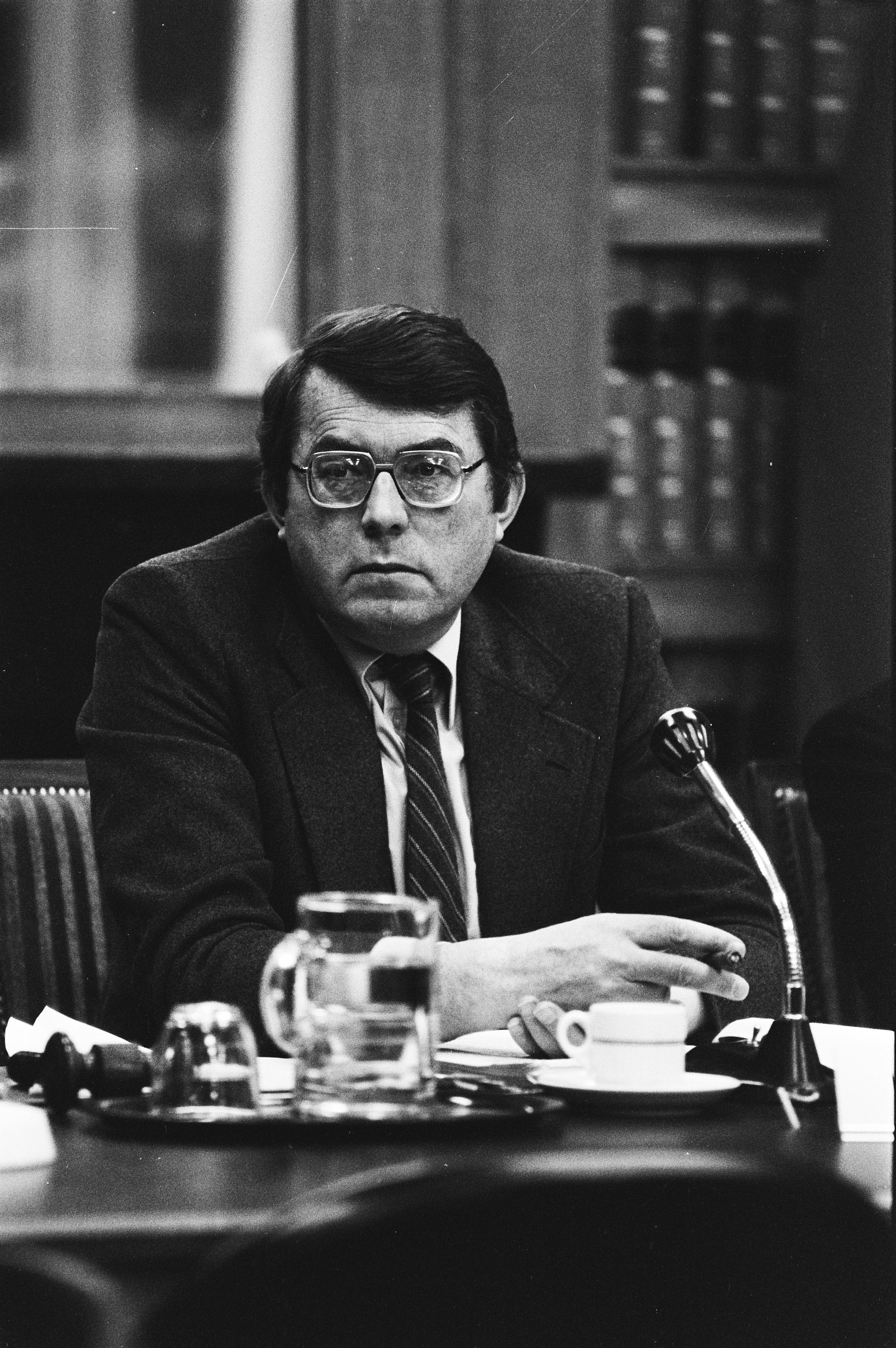
Arend Voortman
2 januari

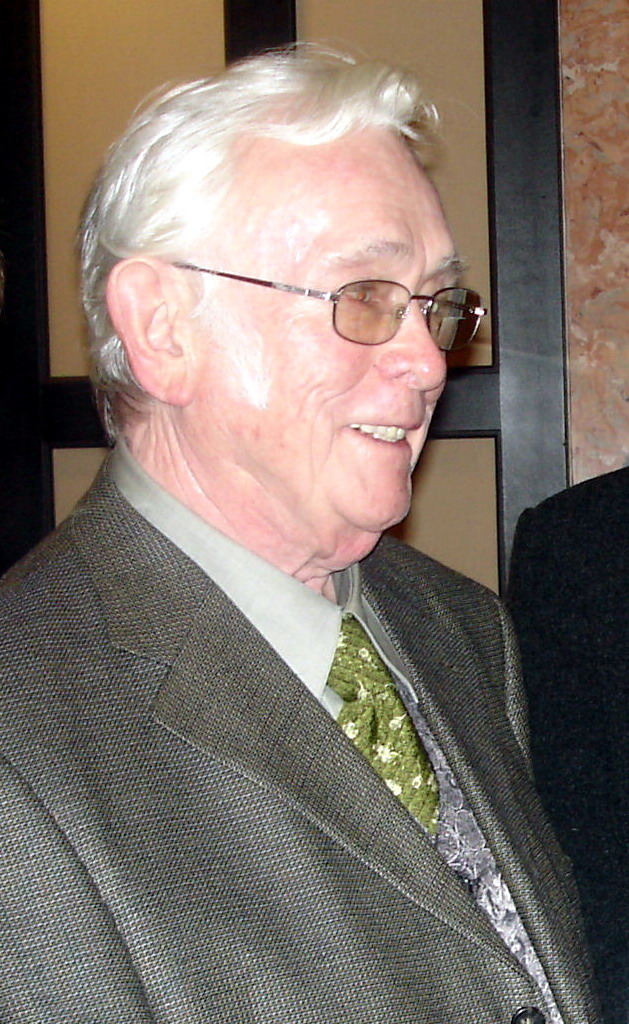
Josef Škvorecký
3 januari

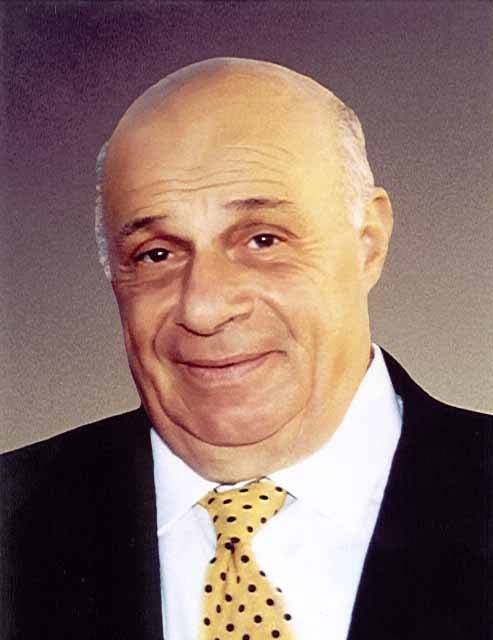
Rauf Denktash
13 januari

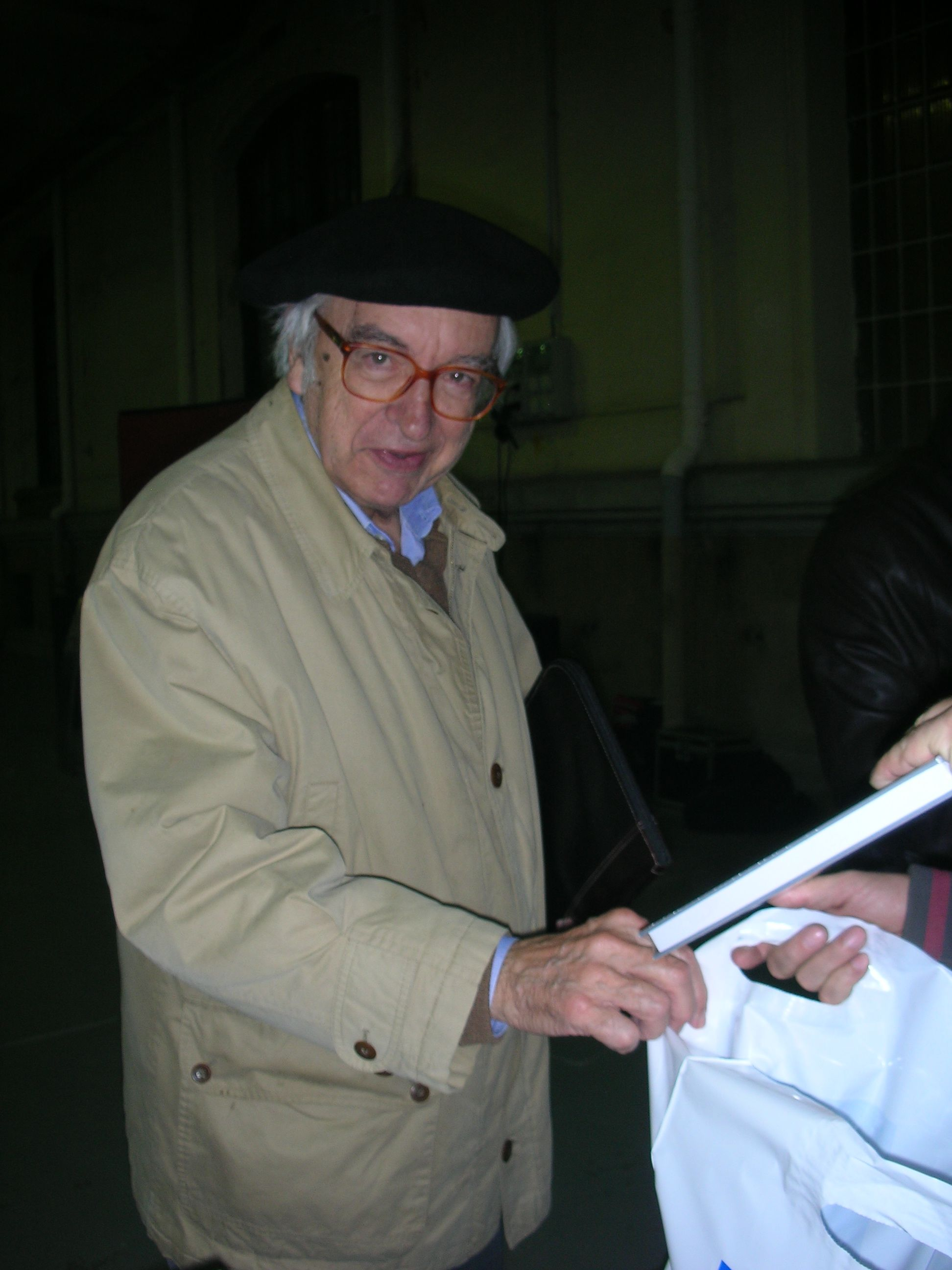
Txillardegi
14 januari

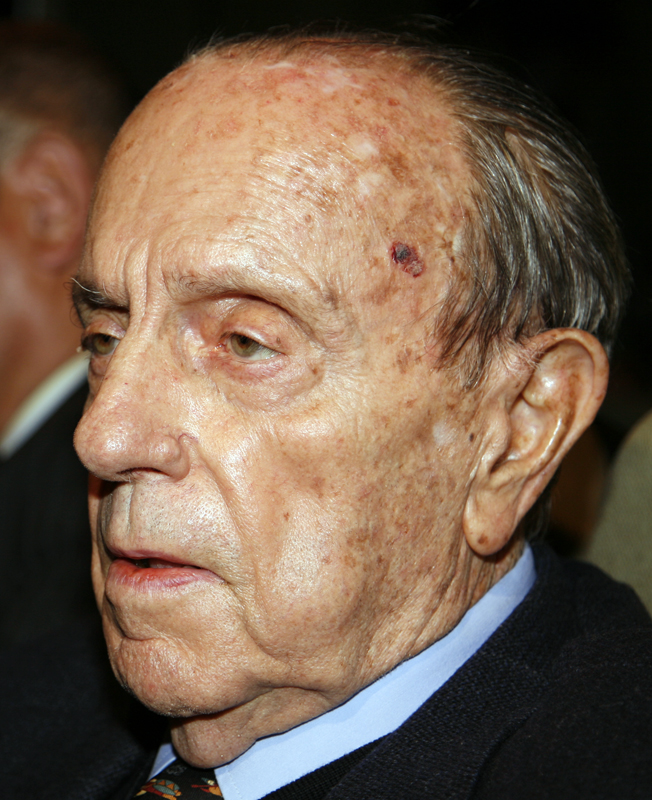
Manuel Fraga
15 januari

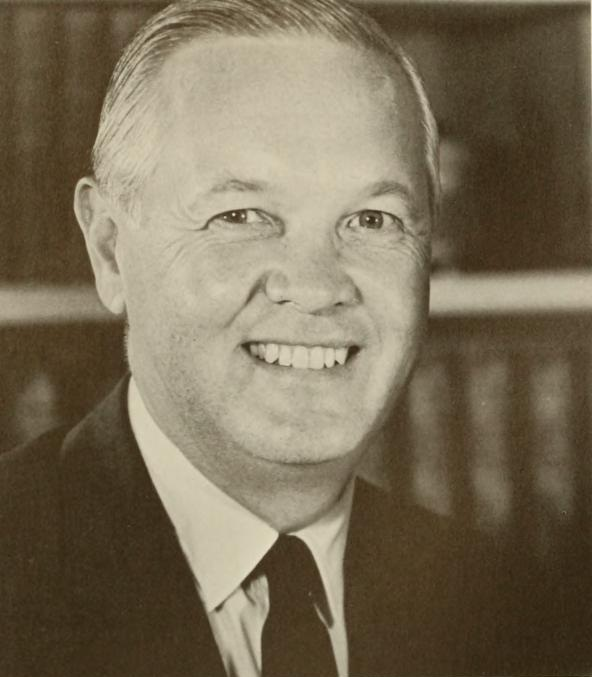
Hulett Smith
15 januari

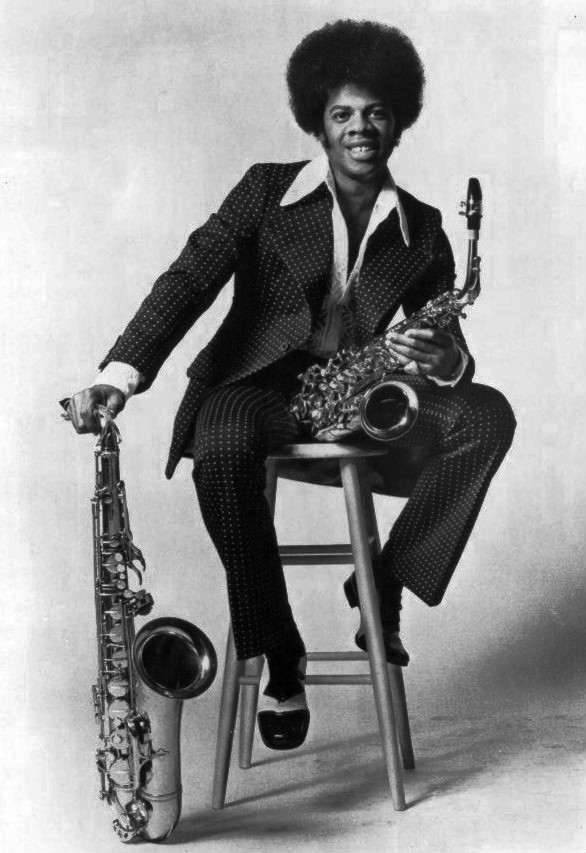
Jimmy Castor
16 januari

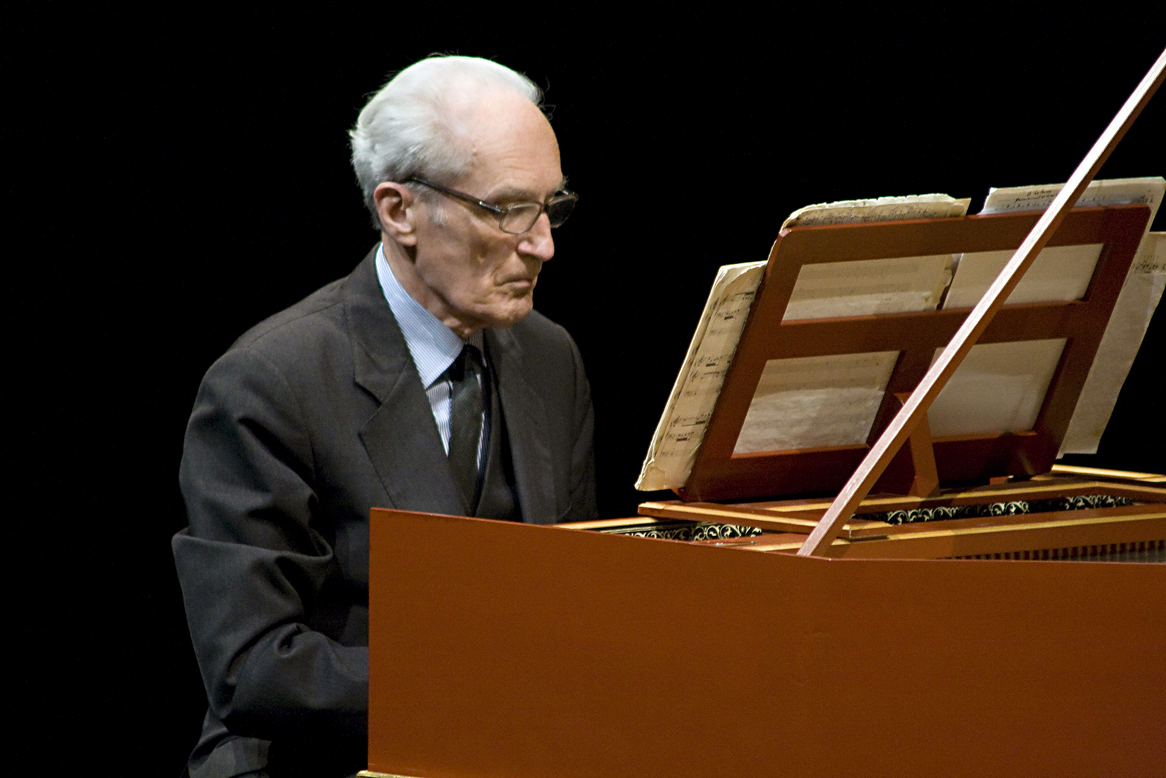
Gustav Leonhardt
16 januari

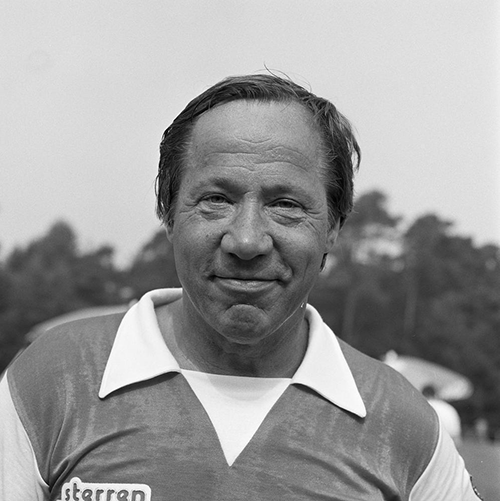
Piet Römer
17 januari

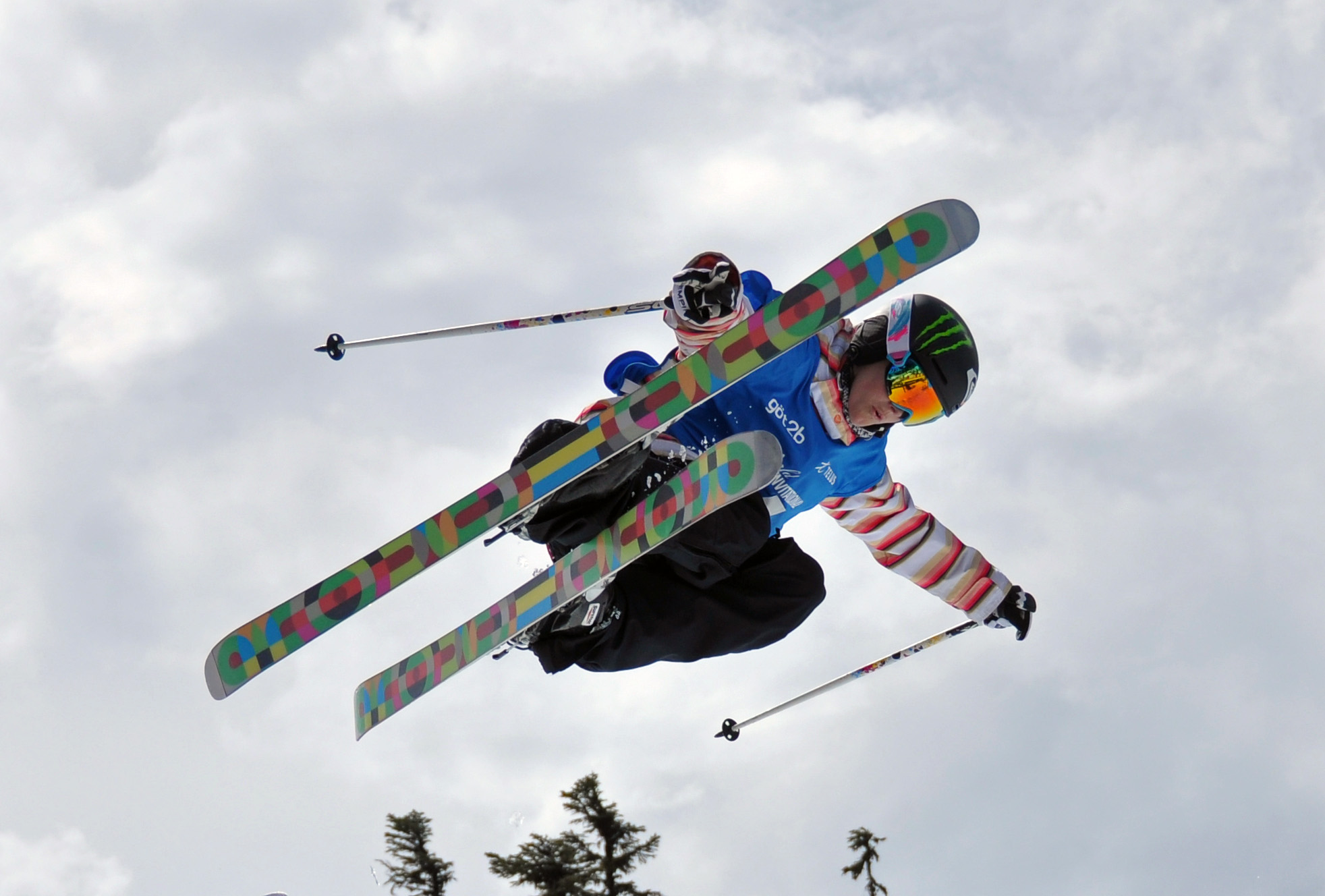
Sarah Burke
19 januari

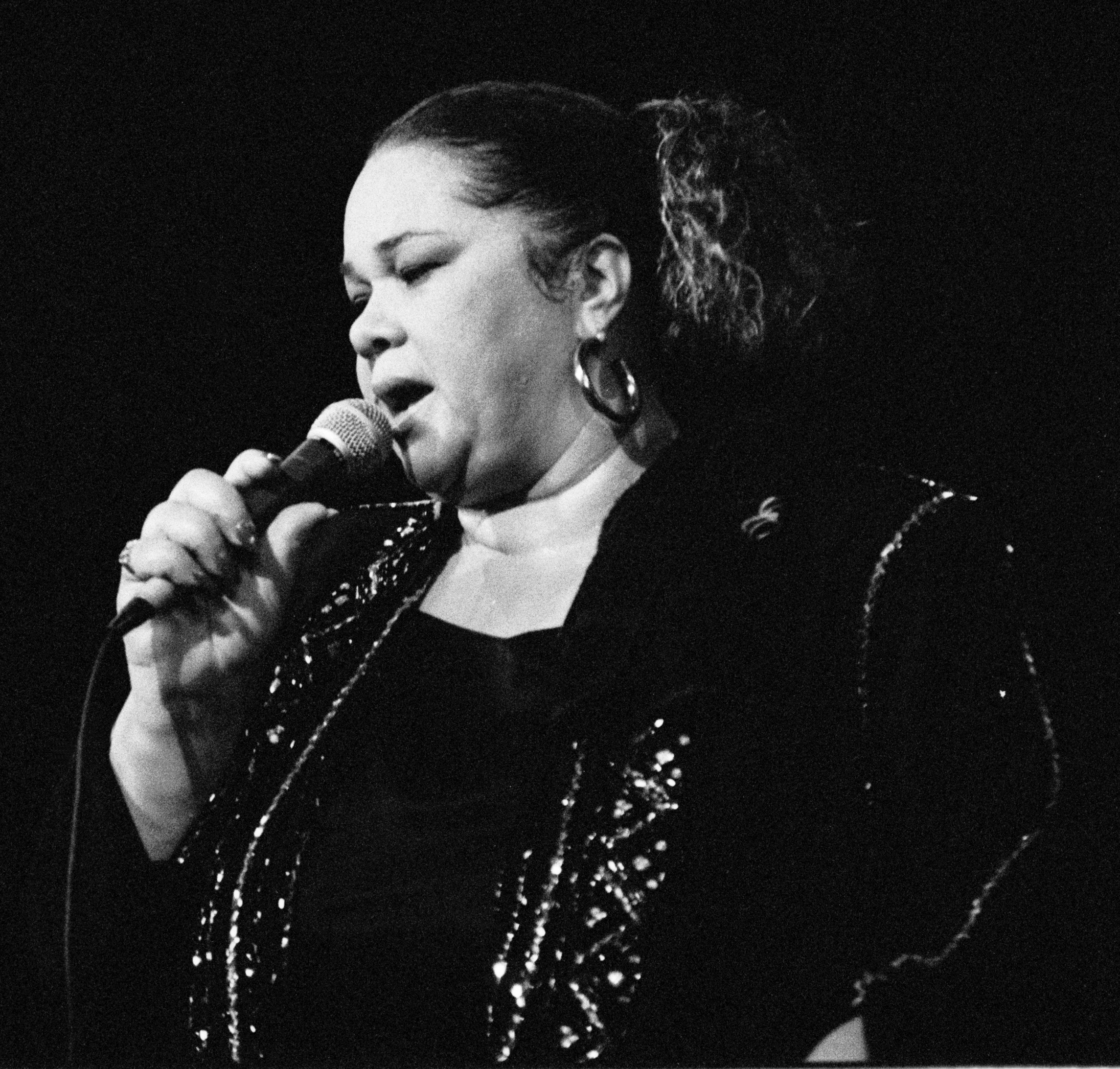
Etta James
20 januari

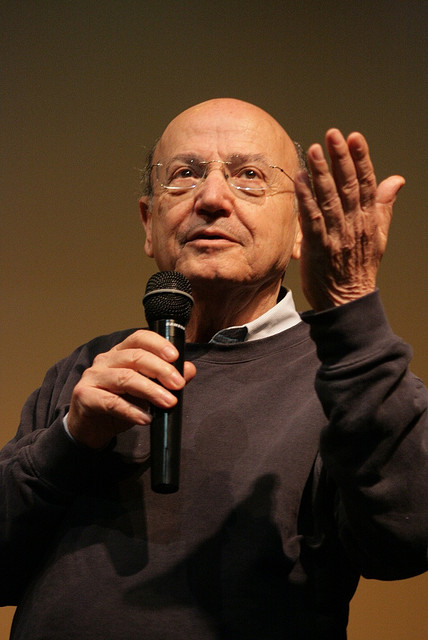
Theo Angelopoulos
24 januari

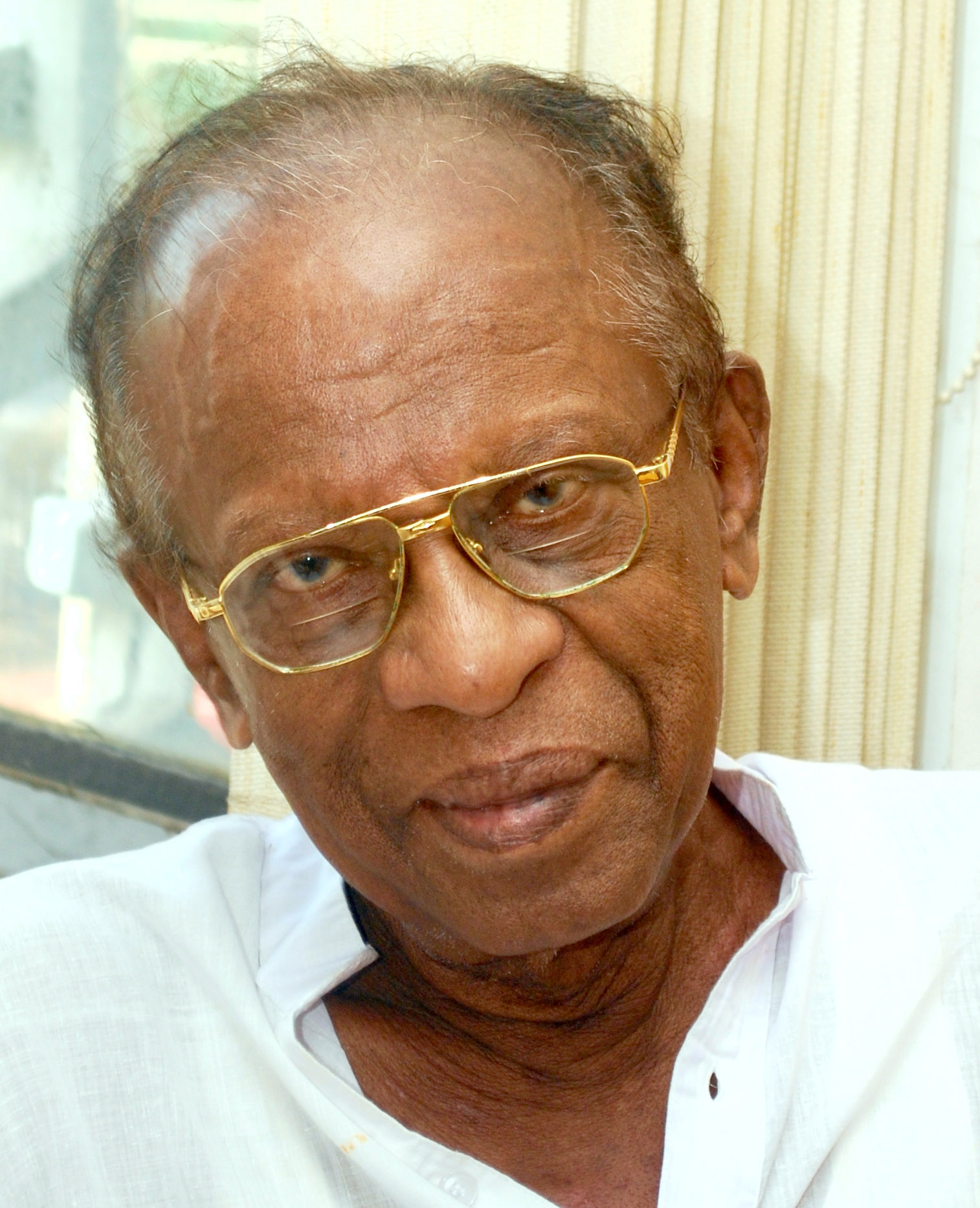
Sukumar Azhikode
24 januari

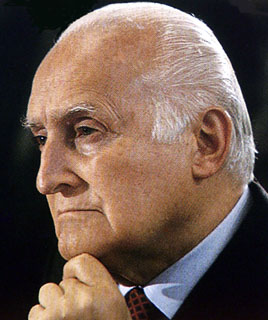
Oscar Luigi Scalfaro
29 januari

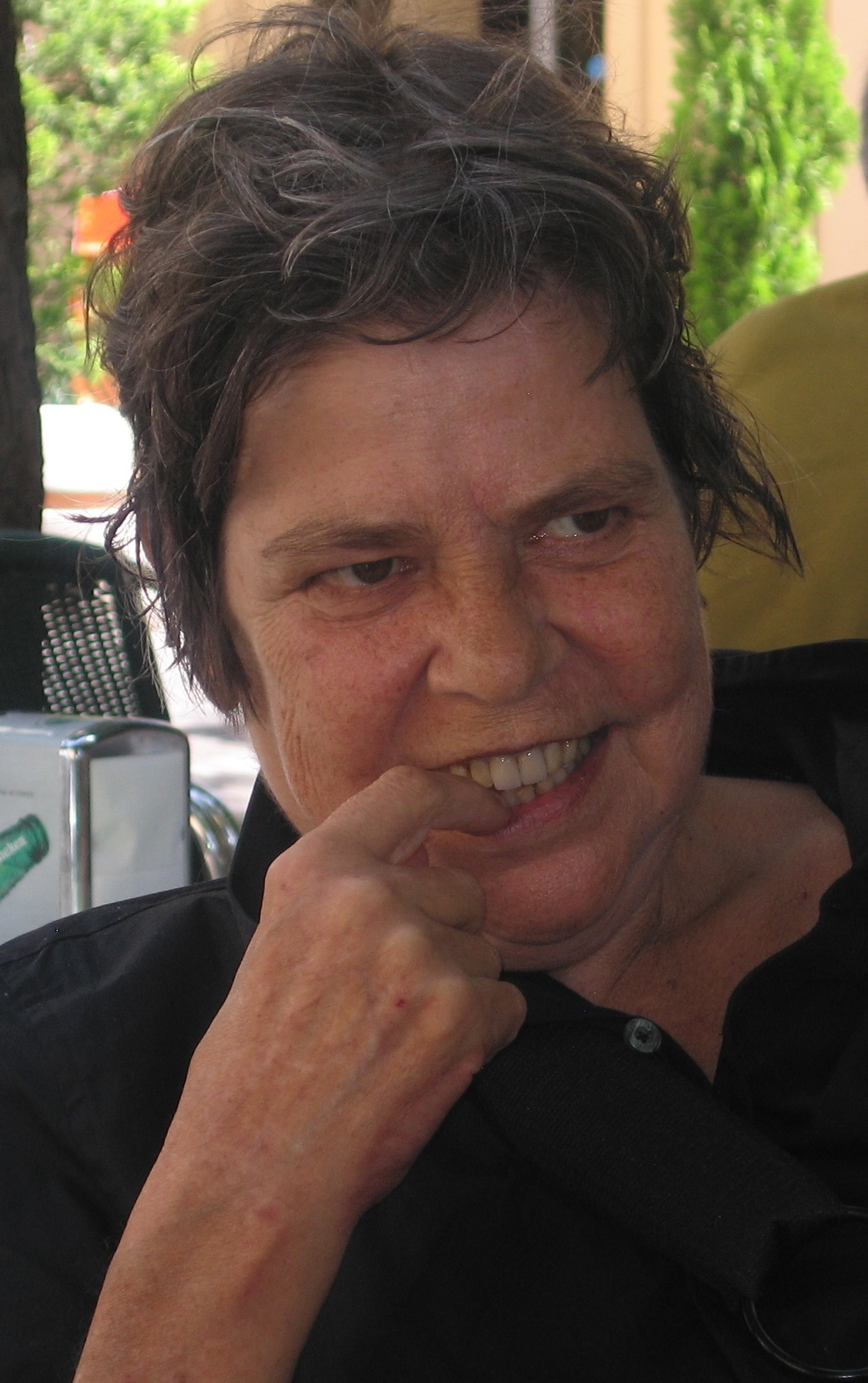
Doeschka Meijsing
30 januari

| 1 | 2 | 3 | 4 | 5 | 6 | 7 | 8 | 9 | 10 | 11 | 12 | 13 | 14 | 15 | 16 | 17 | 18 | 19 | 20 | 21 | 22 | 23 | 24 | 25 | 26 | 27 | 28 | 29 | 30 | 31 |
| - | - | - | - | - | - | - | - | - | -- | -- | -- | -- | -- | -- | -- | -- | -- | -- | -- | -- | -- | -- | -- | -- | -- | -- | -- | -- | -- | -- |

### 1 januari
- Gary Ablett (46), Brits voetballer[1]
- Bob Anderson (89), Brits schermer, acteur, choreograaf en zwaardvechter[2]
- Jan Baas (94), Nederlands politicus[3]
- Alfredo Battisti (86), Italiaans aartsbisschop[4]
- Jorge Andrés Boero (38), Argentijns motorcoureur[5]
- Kiro Gligorov (94), Macedonisch politicus[6]
- Fred Milano (72), Amerikaans zanger[7]
- Carlos Soria (63), Argentijns politicus[8]
- Yafa Yarkoni (86), Israëlisch zangeres[9]

### 2 januari
- Ioan Drăgan (46), Roemeens voetballer[10]
- Yoshiro Hayashi (89), Japans golfer[11]
- Hans van den Hombergh (88), Nederlands dirigent[12]
- Govert Nooteboom (81), Nederlands politicus[13]
- Arend Voortman (81), Nederlands politicus[14]

### 3 januari
- Willi Entenmann (68), Duits voetbalcoach[15]
- Winifred Milius Lubell (97), Amerikaans illustrator en schrijver[16]
- Joaquín Martínez (81), Mexicaans acteur[17]
- Enrique de Melchor (61), Spaans flamencogitarist[18]
- Josef Škvorecký (87), Tsjechisch-Canadees schrijver, vertaler en uitgever[19]
- Emile den Tex (93), Nederlands geoloog[20]
- Bob Weston (64), Brits musicus[21]

### 4 januari
- Eve Arnold (99), Amerikaans fotografe[22]
- Byron Donzis (79), Amerikaans uitvinder[23]
- Harry Fowler (85), Brits acteur[24]
- Kerry McGregor (37), Brits zangeres[25]

### 5 januari
- Juan Escudero (91), Spaans voetballer[26]
- Joachim Grünewald (78), Duits politicus[27]
- Frederica Sagor Maas (111), Amerikaans toneelschrijver, scenarioschrijver en auteur[28]
- Amit Saigal (46), Indiaas rockmuzikant[29]
- Joos Somers (75), Belgisch politicus[30]

### 6 januari
- Nicole Bogner (27), Amerikaans zangeres[31]
- Roger Boisjoly (73), Amerikaans technicus[32]
- Azer Bülbül (43), Turks zanger[33]
- Bițu Fălticineanu (86), Roemeens theaterregisseur[34]
- Bob Holness (83), Brits radio- en televisiepresentator[35]
- Cor van der Klugt (86), Nederlands bestuurder[36]
- W. Francis McBeth (78), Amerikaans componist, muziekpedagoog en dirigent[37]
- Clive Shell (64), Brits rugbyspeler[38]

### 7 januari
- Siegfried Buytaert (83), Belgisch burgemeester[39]
- Hideaki Nitani (81), Japans acteur[40]

### 8 januari
- Edarem (79), Amerikaans entertainer[41]
- Alexis Weissenberg (82), Bulgaars pianist[42]

### 9 januari
- Dave Alexander (73), Amerikaans bluesmuzikant[43]
- Malam Bacai Sanhá (64), president van Guinee-Bissau[44]
- Etienne Bagchus (71), Nederlands beeldhouwer en kunstschilder[45]
- Bridie Gallagher (87), Iers zangeres[46]
- Wim de Jong (89), Nederlands dammer[47]
- Towje Kleiner (63), Duits acteur[48]
- Mae Laborde (102), Amerikaans actrice[49]
- Ger van Norden (84), Nederlands kunstschilder en graficus[50]

### 10 januari
- Gevork Vartanian (87), Russisch spion[51]

### 11 januari
- Gilles Jacquier (43), Frans cameraman[52]
- Sieto Mellema (91), Nederlands burgemeester[53]
- Steven Rawlings (50), Brits astrofysicus[54]

### 12 januari
- Leo Brueren (86), Nederlands priester[55]
- Charlie Collins (78), Amerikaans countrymusicus[56]
- Reginald Hill (75), Brits schrijver[57]
- Bill Janklow (72), Amerikaans politicus[58]

### 13 januari
- Rauf Denktaş (87), Turks-Cypriotisch politicus[59]
- Phil Kraus (93), Amerikaans muzikant[60]
- Lefter Küçükandonyadis (86), Turks voetballer[61]
- Serge Lhorca (93), Frans acteur[62]
- Miljan Miljanić (81), Joegoslavisch voetbaltrainer[63]
- Ivo Schöffer (89), Nederlands historicus[64]
- Winsie Hau (15), betrokken bij Facebookmoord

### 14 januari
- Niles Ford (52), Amerikaans danser en danschoreograaf[65]
- Lasse Kolstad (90), Noors acteur[66]
- Gianpiero Moretti (71), Italiaans autocoureur[67]
- Finn Pedersen (86), Deens roeier[68]
- Arfa Karim Randhawa (16), Pakistaans IT-specialist[69]
- Txillardegi (82), Baskisch schrijver en politicus[70]
- Rosy Varte (88), Frans actrice en comédienne[71]

### 15 januari
- Rik Van Aerschot (83), Belgisch wetenschapper[72]
- Ed Derwinski (85), Amerikaans politicus[73]
- Manuel Fraga (89), Spaans politicus[74]
- Cor van Munster (91), Nederlands voetballer[75]
- Hulett Smith (93), Amerikaans politicus.[76]
- Homai Vyarawalla (98), Indiaas fotojournaliste[77]

### 16 januari
- Jimmy Castor (71), Amerikaans saxofonist[78]
- Harry op de Laak (86), Nederlands kunstenaar[79]
- Gustav Leonhardt (83), Nederlands dirigent en organist[80]
- Juan Carlos Pérez (66), Spaans voetballer[81]

### 17 januari
- Phil Bosmans (89), Belgisch pater en auteur[82]
- Joseph Noiret (84), Belgisch kunstschilder en dichter[83]
- Johnny Otis (90), Amerikaans zanger[84]
- Piet Römer (83), Nederlands acteur[85]

### 18 januari
- Richard Bruno (87), Amerikaans kostuumontwerper[86]
- Jack Bonnier (85), Nederlands burgemeester[87]
- Georg Lassen (96), Duitse onderzeebootkapitein[88]
- Jenny Tomasin (75), Brits actrice[89]

### 19 januari
- Sarah Burke (29), Canadees freestyleskiester[90][91]
- Rudi van Dantzig (78), Nederlands balletdanser en choreograaf[92]
- Winston Riley (65), Jamaicaans zanger en producer[93]
- Gilbert Temmerman (83), Belgisch politicus[94]
- Philo Weijenborg-Pot (84), Nederlands advocate en politica[95]

### 20 januari
- Larry Butler (69), Amerikaans muziekproducer[96]
- Etta James (73), Amerikaans zangeres[97]
- Marion Mathie (84), Brits actrice[98]
- Harry Onderwater (61), Nederlands cybercrimespecialist[99]
- Jiří Raška (70), Tsjechisch schansspringer[100]

### 21 januari
- Ernie Gregory (90), Brits voetbaldoelman[101]
- Irena Jarocka (66), Pools zangeres[102]
- Koen Koch (66), Nederlands politicoloog[103]
- Jeffrey Ntuka (26), Zuid-Afrikaans voetballer[104]
- Jeroen Soer (55), Nederlands radiomaker[105]

### 22 januari
- Rita Gorr (85), Belgisch mezzosopraan[106]
- Rolf Kutschera (96), Oostenrijks acteur en musicalpionier[107]
- Ton Lutgerink (65), Nederlands danser en choreograaf[108]
- Pierre Sudreau (92), Frans politicus[109]
- Dick Tufeld (85), Amerikaans (stem)acteur en voice-over[110]

### 23 januari
- Wesley Brown (104), Amerikaans jurist.[111]
- Klaas van de Pol (87), Nederlands sportbestuurder[112]
- Bingham Ray (57), Amerikaans filmproducent[113]

### 24 januari
- Kurt Adolff (90), Duits autocoureur[114]
- Theo Angelopoulos (76), Grieks filmregisseur[115]
- Sukumar Azhikode (85), Indiaas schrijver[116]
- James Farentino (73), Amerikaans acteur[117]
- John Garrahy (81), Amerikaans politicus[118]
- Vadim Glowna (70), Duits acteur[119]
- Gert Hof (60), Duits lichtkunstenaar en -regisseur[120]
- Nick Santino (47), Amerikaans acteur[121]
- Pierre Sinibaldi (87), Frans voetballer en trainer[122]

### 25 januari
- Mark Reale (56), Amerikaans heavymetalgitarist[123]

### 26 januari
- Ian Abercrombie (77), Brits acteur[124]
- Ignacio Arroyo (61), Filipijns politicus[125]
- Alidoor De Keyser (91), Belgisch burgemeester[126]
- Clare Fischer (83), Amerikaans jazzcomponist[127]
- Robert Hegyes (60), Amerikaans acteur[128]
- Roberto Mieres (87), Argentijns autocoureur[129]
- Miguel Nazar Haro (87), Mexicaans geheim agent[130]

### 27 januari
- Kay Davis (91), Amerikaans jazzzangeres[131]
- Jeanette Hamby (78), Amerikaans politica[132]
- István Rózsavölgyi (82), Hongaars atleet[133]
- Pavel Vancea (47), Roemeens karateka[134]
- Kevin White (82), Amerikaans politicus[135]

### 28 januari
- Bram Aardewerk (79), Nederlands zilverexpert[136]
- Don Fullmer (72), Amerikaans bokser[137]
- Tom Krabbendam (63), Nederlands gitarist en molenaar[138]

### 29 januari
- Coby Hol (68), Nederlands kinderboekenschrijfster en-illustrator[139]
- Hellen Huisman (74), Nederlands actrice[140]
- Nino Malapet (76), Congolees saxofonist[141]
- François Migault (67), Frans Formule 1-coureur[142]
- John Rich (86), Amerikaans tv-regisseur[143]
- Oscar Luigi Scalfaro (93), Italiaans politicus en president[144]
- Kazimierz Smolen (91), Pools Auschwitz-survivor[145]
- Camilla Williams (92), Amerikaans operazangeres[146]

### 30 januari
- Jasper Bouma (93), Nederlands fietsfabrikant[147]
- Doeschka Meijsing (64), Nederlands schrijfster[148]

### 31 januari
- Anthony Joseph Bevilacqua (88), Amerikaans kardinaal[149]
- Leslie Carter (25), Amerikaans zangeres[150]
- Erik De Clercq (68), Belgisch burgemeester[151]
- Mike Kelley (57), Amerikaans kunstenaar en muzikant[152]
- Sid Ottewell (92), Brits voetballer[153]
- Fred Röhrig (83), Nederlands voetballer[154]
- King Stitt (72), Jamaicaans zanger[155]
- Dorothea Tanning (101), Amerikaans kunstenares[156]
- Eugene Weston III (87), Amerikaans architect[157]

1900 ·
1901 ·
1902 ·
1903 ·
1904 ·
1905 ·
1906 ·
1907 ·
1908 ·
1909 ·
1910 ·
1911 ·
1912 ·
1913 ·
1914 ·
1915 ·
1916 ·
1917 ·
1918 ·
1919 ·
1920 ·
1921 ·
1922 ·
1923 ·
1924 ·
1925 ·
1926 ·
1927 ·
1928 ·
1929 ·
1930 ·
1931 ·
1932 ·
1933 ·
1934 ·
1935 ·
1936 ·
1937 ·
1938 ·
1939 ·
1940 ·
1941 ·
1942 ·
1943 ·
1944 ·
1945 ·
1946 ·
1947 ·
1948 ·
1949 ·
1950 ·
1951 ·
1952 ·
1953 ·
1954 ·
1955 ·
1956 ·
1957 ·
1958 ·
1959 ·
1960 ·
1961 ·
1962 ·
1963 ·
1964 ·
1965 ·
1966 ·
1967 ·
1968 ·
1969 ·
1970 ·
1971 ·
1972 ·
1973 ·
1974 ·
1975 ·
1976 ·
1977 ·
1978 ·
1979 ·
1980 ·
1981 ·
1982 ·
1983 ·
1984 ·
1985 ·
1986 ·
1987 ·
1988 ·
1989 ·
1990 ·
1991 ·
1992 ·
1993 ·
1994 ·
1995 ·
1996 ·
1997 ·
1998 ·
1999 ·
2000 ·
2001 ·
2002 ·
2003 ·
2004 ·
2005 ·
2006 ·
2007 ·
2008 ·
2009 ·
2010 ·
2011 ·
2012 ·
2013 ·
2014 ·
2015 ·
2016 ·
2017 ·
2018 ·
2019 ·
2020 ·
2021 ·
2022 ·
2023 ·
2024 ·
2025